# 厦港高速动车组列车
厦港高速动车组列车是中国铁路所运营的一条客运路线，往来福建省厦门市厦门站及香港特別行政區香港西九龍站。

## 历史
- 2018年9月23日，因应廣深港高速鐵路香港段開通，「厦港高速动车组」启行[1]。原廈門～深圳北D153/154次、D155/156次、D157/158次列車延長至香港西九龍站始發終到，車次調整為G3003/3004次、G3005/3006、G3007/3008次。

- 2019年10月11日：因應全國高速鐵路調圖，其中兩班廈門站往香港西九龍站列車由惠阳站改停深圳坪山站。
- 2020年1月30日起因香港西九龙站管制站受湖北省武汉市爆發肺炎影響而关闭，列车停运[2]，已購票乘客可獲無條件退款[3]。
- 2020年6月1日至20日，厦门开G3003次、香港西九龙开G3004次停运；6月1日至20日香港西九龙开G3006次、厦门开D683次停运[4]。
- 2023年4月1日，因应香港西九龙站恢复跨广东省列车，运行区间恢复为廈門-香港西九龙[5]。
- 2023年7月1日：因應全國高速鐵路調圖，其中一班廈門站往香港西九龍站列車由深圳坪山站改停惠阳站。

## 事記
- 因應厦港及福港列车开行，南昌局集团福州客运段亦於2018年9月10日上午首次舉行「进港高铁列车人员服务礼仪培训班」，據列车长李晓若表示，福州、厦门进港高铁列车共配备60名乘务人员，而担当进港列车乘务员，除了业务素质过硬，形象良好之外，还必须具备大专或以上学历，英语口语较好，并且能妥善处理各类突发事件。[6]
- 此路線由南昌局集团擔當的G3003/3004次列车被命名為「片仔癀號」，而鐵路部門於2019年1月22日在漳州站舉行「片仔癀號進港高鐵首發儀式」，並邀請乘客參與。[7]

## 運營
G3003/3004次列车使用配属南昌局集团厦门北动车运用所的CRH2A，重联运行；其余列车使用配属广州局集团潮州动车运用所的CRH1A-A，重联运行。

## 外部連結
- 香港高速鐵路長途列車行車時間表 （页面存档备份，存于）（包含G3003/5/7、G3004/6/8）